# گستهم پسر گژدهم
گُستَهَم نامی است، برگرفته شده از ایران باستان از واژهٔ وسیتَخمَه (لاتین: vistaxma) به معنای دارنده نیروی گسترده
نام چند تن از شخصیت‌های شاهنامه است، یکی گستهم پسر نوذر شاه کیانی و دیگری گستهم دایی خسرو پرویز است. همچنین افرادی به همین نام در دوره یزدگرد بزه‌گر و بهرام گور بودند.
پهلوانی که این نوشتار در مورد اوست پسر گژدهم، برادر کوچک گردآفرید، یکی از پهلوانان دوره کیخسرو است.
از گستهم پسر گژدهم در شاهنامه فردوسی به عنوان درفش‌دار در جنگ دوازده رخ و جنگ با فرودسیاوش یاد شده‌است. گستهم در عروج کیخسرو به همراه هفت پهلوان دیگر از همراهان کیخسرو بود.

## گستهم پسرگژدهمدر خردسالی
در شاهنامه فردوسی نخستین بار از گستهم در یورش سهراب به دژ سپید یاد می‌شود. آن زمان گژدهم پدر گستهم مسئول دژ سپید بود و گستهم خردسال بوده‌است.
شاهنامه فردوسی از منش پهلوانی گستهم از همان دوران خردسالی یاد می‌کند. در زمانی که سهراب به دژ سپید حمله می‌کند و گردآفرید خواهر گستهم پس از اسارت هجیر نگهبان دژ به مبارزه با سهراب می‌رود، حکیم ابوالقاسم فردوسی به خردسالی گستهم اشاره دارد، تا نبود گستهم را در دفاع از دژ را شرح دهد. در دوران خردسالی، گستهم به همراه گردآفرید و پدرشان در دژ سپید زندگی می‌کردند.
| دژی بود کش خواندندی سپید   |  | بر آن دژ بُد ایرانیان را امید      |
| نگهبان دژ رزم‌دیده هجیر     |  | که با زور و دل بود و با دار و گیر |
| هنوز آن زمان گستهم خُرد بود |  | به خُردی گراینده و گُرد بود         |
| یکی خواهرش بود گُرد و سوار  |  | بداندیش و گردنکش و نامدار         |

هنگام خردسالی گستهم، پدرش در سن کهنسالی بود. چنانچه در شاهنامه آمده‌است:
| چو برگشت سهراب، گژدهمِ پیر |  | بیاورد و بنشاند مردِ دبیر |

## شخصیت گستهم پسرگژدهم
گستهم پهلوانی است که خود را از پهلوانان دیگر کمتر نمی‌داند و از این رو غرور پهلوانی او از اینکه گودرز او را برای نبرد با پهلوانان تورانی در جنگ دوازده رخ انتخاب نمی‌کند جریحه‌دار می‌شود و برای نشان دادن دلیری و زوردست خود مترصد فرصت مناسب می‌نشیند.
کشمکش روانی گستهم در این داستان یکی از عمیق‌ترین لحظات روانکاوی در شاهنامه است.
گستهم به عنوان بزرگ خاندان:
| چو شست‌وسه از تخمهٔ گژدهم |  | بزرگان و سالارشان گستهم |

گستهم به عنوان درفش دار:
| پسش ماه‌پیکر درفشی بزرگ   |  | دلیران بسیار و گُردی سترگ       |
| ورا نام گستهم گژدهم خوان |  | که لرزان بود پیل ازو ز استخوان |

او در شاهنامه فردوسی دوست بیژن پسر گیو معرفی می‌شود که به گفته بیژن در غم و شادی همواره با گستهم بوده‌است.
| که با من چه کرد اندران گستهم |  | غم و شادمانیش با من بهم |

## گستهم پسر گژدهم در جنگدوازده رخ

### نقش گستهم در جنگ دوازده رخ[۱۳]
پس از شکست سپاه توران به فرماندهی پیران ویسه و کشته‌شدن پیران در نبردی تن‌به‌تن با گودرز، لهاک و فرشیدورد، دو برادر پیران بدون آنکه مانند دیگر سپاهیان تورانی پوزش‌خواه به توران بازگردند، بر آن شدند از راه بیابان راهی توران شوند که گودرز، گستهم را روانه کرد تا آنان را به پوزش‌خواهی نزد او بیاورد.
در نَبردی دشوار، گستهم دو برادر پیران را از پای درآورد ولی خود زخم‌هایی عمیق برداشت و در کنار چشمه‌ای بی‌هوش، آماده شد تا مرگ را پذیرا شود. از دیگر سو، بیژن، چون آگاه شد گستهم به تنهایی به نبرد دو پهلوان تورانی رفته، سخت پریشان شد و به‌رغم مخالفت پدر به یاری گستهم شتافت و اسب گستهم، بیژن را به دوست دیرینه‌اش رساند که اگر اندک زمانی دیرتر رسیده بود، گستهم نیز به لهاک و فرشیدورد می‌پیوست. بیژن زاری‌ها کرد و جامه درید و زخم‌های خونریز گستهم را ببست و سپس تورانی‌ای را به اسارت گرفته، به یاری او پیکر بی‌جان لهاک و فرشیدورد را بر اسبان‌شان ببست و چون گستهم توان نشستن بر زین اسب را نداشت، اسیر را گفت که بر اسب بنشیند و گستهم را در حالت نشسته بر زین در آغوش کشد که مبادا از اسب فروغلتد و با این شیوه، بیژن به سوى قرارگاه سپاه ایران بازگشت. پس از رفتن بیژن در پی گستهم، گیو، براى جان تنها فرزند خویش سراسر اضطراب و دغدغه بود و پیوسته نگاهش در جهت مسیری بود که امید بازگشت بیژن را داشت. در این هنگام خروشی برخاست و گرد سوارانی پدیدار گشت و دیده‌بانان گفتند سه اسب و دو کشته که به زاری بر اسب بسته شده‌اند و نیز یک سوار دیگر که در پیشاپیش آنهاست، به سوی ما می‌آیند. با آوای دیده‌بانان، همه نامداران سپاه ایران شگفت‌زده به آن راه چشم دوختند که از مرز توران چه کسی جسارت آن را دارد که در این دشت کین به سوى سپاه ایران آید. در حالی که همگان چشم به راه دوخته بودند، به ناگاه بیژن را دیدند، کمان به بازو افکنده، به نرمی اسب می‌تازد تا اسبی که دو سوار بر پشت آن بودند، راهوار حرکت کنند و بر دو اسب دیگر پیکر بی‌جان لهاک و فرشیدورد را دیدند که واژگونه و نگون‌سار و پر‌خون و پر‌غبار، بر اسبان‌شان بسته شده بودند و بر اسبی دیگر، گستهم با حالی نزار در آغوش سربازی تورانی نشسته بود. بیژن چون نزدیک‌تر آمد، دانست کیخسرو نیز به سپاه ایران پیوسته است و چون کیخسرو، با آن چهره دلنشین و سر و تاج شکوهمندش، بیژن را بدید، او را گفت: «ای شیرمرد، در این دشت نبرد به کجا رفته بودی؟». بیژن شادمانه شهریار ایران را درود گفت و پیوستن او را به سپاه، ستایش‌ها کرد و سپس از گستهم و دلاوری‌های او و از نبردش با دو پهلوان تورانی و از آرزوی او براى دیدار شهریار ایران سخن گفت و افزود سپاس یزدان پاک را که برآورده‌شدن آرزوی گستهم دشوار نیست، زیرا شهریار خود به دیدار گستهم آمده است و اکنون اگر او جان بسپارد، افسوسی نیست چراکه به آرزوی خویش رسیده است. شهریارِ سپاس‌مند ایران، فرمان داد گستهم را به نزد وی آورند و با دیدن حال نزار او و زخم‌های عمیقش ژاله بر مژگان چکاند. گستهم، بوی شهریار خویش را دریافت و به آرامی چشم گشود، چندان ناتوان گشته بود که او را توان سخن‌گفتن نبود. بزرگان سپاه با مشاهده پهلوان خویش که این‌گونه از پای فتاده بود، زاری‌ها کردند و از روی مهر و عشق بر پهلوان‌شان گریان شدند. شهریار ایران را دلِ آن نبود که گستهم جان بسپارد که سر او در زیر زخم‌های دشمنانش همانند سندانی درهم‌شکسته شده بود. از روزگار هوشنگ و تهمورث و جمشید مهره‌ای جادوئی به یادگار بر بازوی کیخسرو بود که زخم‌ها را درمان می‌کرد و آن مهره به میراث به کیخسرو رسیده بود  از سر مهر و با آرزوی نجات گستهم، آن را از بازوی خویش برگرفت و بر زخم‌های او بمالید. سپس پزشکانی از روم و هند و چین و ایران و یونان که در سپاه ایران بودند، همه را بر بالین گستهم فراخواند. آنان هرگونه درمان و افسونی که می‌دانستند، به کار بستند و سپس کیخسرو، سر و تن از غبار بشست و به نیایش ایستاد و از یزدان پاک آرزوی نجات گستهم را کرد و بسیار با جهان‌آفرین از این آرزو سخن گفت. دو هفته تمام گستهم در اغما بود، گاه به هوش می‌آمد و گاه از هوش می‌رفت و سرانجام پس از چهارده روز، در روزی آفتابی که خورشید بر چهره سپاهیان ایران لبخند می‌زد، گستهم چشم گشود، با لبخندی نویدبخش. نخست کسی که چشم‌گشودن گستهم را بدید، بیژن بود که روزها در پی روزها در کنار یار دیرینه خویش نشسته بود، به تمنای آن چشم‌گشودن و چون آن تمنا برآورده شد، همه رنج‌هایش سر آمد و کوشش او براى نجات گستهم به بار نشست، گویی گستهم درختی کهنسال بود که بر اثر قهر طبیعت تندری او را به آتش کشیده بود و اکنون آن لبخند، جوانه سبزی بود که از شاخه‌ای سر برآورده و امید زندگی را به یارانش نوید می‌داد.
اکنون که گستهم اندک توانی یافته بود، بیژن بر آن بود که آرزوی او را هرچه زودتر برآورده کند. او را به نرمی بر اسبی نشانده، به نزد شهریار ایران برد و چون شاه به او بنگریست و دریافت از مرگ حتمی جان به در برده است، به همراهان او گفت: «یزدان پاک مهر خویش را از ایرانیان دریغ نمی‌دارد و نیایش‌های‌شان را بی‌پاسخ نمی‌گذارد و به راستی با این زخم‌های عمیق، زندگی دوباره گستهم از شگفتی‌هاست و او نخواست دل ما از مرگ گستهم غمین و دژم شود». آن‌گاه به بیژن گفت: «گستهم جان خویش را مدیون توست، تو نیک‌بخت و یزدان‌شناس هستی و هرگز براى تن خویش هراس نداشته باش که او نگهبان و نگهدار تو است و همه آنچه براى تو رخ داده، از مهر پروردگارت بود و بس و تنها او یاری‌بخش تو است و نه هیچ‌کس دیگر و اوست که جاوید و فریادرس است و با هر آرزویی که از ژرفای دل برآید، دست تو را می‌گیرد، همان‌گونه که تن مرده گستهم را زنده گرداند». و آن‌گاه گستهم را گفت: «این جهان هیچ‌کس را چون بیژن تیماردار ندیده است که از سر مهر، رنج بر خود بگزیده». شاه یک هفته دیگر در زیبد بماند و به سپاهیان درم بخشید و سپاه خویش را دلگرم گرداند.

## سروده های شاهنامه فردوسی

### آغازجنگ دوازده رخو انتخاب ده مبارز[۱۵]
پیش از وقوع جنگ دوازده رخ جهت جلوگیری از نابودی کامل دو سپاه ایران و توران، و جلوگیری از ریختن خون بیگناهان پیران خواستار جنگ تن به تن بین خود و گودرز می‌شود. و پیران و گودرز هر کدام ده مبارز را از لشکرهایشان انتخاب می‌کنند. و بین مبارزان هر یک با یکی از مبارزان دشمن خویش می‌جنگند. مطابق توافق گودرز و پیران فرماندهان سپاه ایران و توران قرار بر ده مبارزه تن‌به‌تن بین لشکریان ایران و توران است، اما جنگ گستهم با لهاک و فرشیدورد این جنگ را به دروازه مبارزه یا دوازده رخ تبدیل می‌کند.
گزیدن ده مبارز از هر سپاه:
| بدو گفت کای پر خرد پهلوان   |  | به رنج اندرون چند پیچی روان  |
| روان سیاوش را زان چه سود    |  | که از شهر توران برآری تو دود |
| بدان گیتی او جای نیکان گزید |  | نگیری تو آرام کو آرمید       |
| دو لشکر چنین پاک با یکدگر   |  | فگنده چو پیلان ز تن دور سر   |
| سپاه دو کشور همه شد تباه    |  | گه آمد که برداری این کینه‌گاه |
| جهان سربسر پاک بی‌مرد گشت    |  | برین کینه پیکار ما سرد گشت   |
| ور ایدونک هستی چنین کینه‌دار |  | از آن کوهپایه سپاه اندرآر    |
| تو از لشکر خویش بیرون خرام  |  | مگر خود برآیدت زین کینه کام  |
| به‌تنها من و تو برین دشت کین |  | بگردیم و کین‌آوران همچنین     |
| ز ما هرک او هست پیروزبخت    |  | رسد خود بکام و نشیند به تخت  |
| اگر من به‌دست تو گردم تباه   |  | نجویند کینه ز توران سپاه     |
| به‌پیش تو آیند و فرمان کنند  |  | به‌پیمان روان را گروگان کنند  |
| وگر تو شوی کشته بر دست من   |  | کسی را نیازارم از انجمن      |
| مرا با سپاه تو پیکار نیست   |  | بریشان ز من نیز تیمار نیست   |
| چو گودرز گفتار پیران شنید   |  | از اختر همی بخت وارونه دید   |
| نخست آفرین کرد بر کردگار    |  | دگر یاد کرد از شه نامدار     |
| به پیران چنین گفت کای نامور |  | شنیدیم گفتار تو سربسر        |

با شنیدن گفتار پیران، گودرز آن را آرزوی خود می‌داند:
| مرا حاجت از کردگار جهان     |  | برین گونه بود آشکار و نهان  |
| که روزی تو پیش من آیی به‌جنگ |  | کنون آمدی نیست جای درنگ     |
| به پیران‌سر اکنون به آوردگاه |  | بگردیم یک با دگر بی‌سپاه     |
| سپهدار ترکان بر آراست کار   |  | ز لشکر گزید آن زمان ده سوار |
| ابا اسب و ساز و سلیح تمام   |  | همه شیرمرد و همه نیکنام     |
| همان‌گه ز ایران سپه پهلوان   |  | بخواند آن زمان ده سوار جوان |
| برون تاختند از میان سپاه    |  | برفتند یکسر به آوردگاه      |
| که دیدار دیده بریشان نبود   |  | دو سالار زین گونه زرم آزمود |
| ابا هر سواری ز ایران سپاه   |  | ز توران یکی شد ورا رزم خواه |

که نامی از گستهم در این بین وجود ندارد. مطابق قرار گودرز و پیران می‌بایست علاوه بر مبارزه خود آنها ده مبارزه صورت گیرد، اما جنگ گستهم آن را به دوازده مبارزه یا دوازده رخ تبدیل می‌کند.

### رفتن گستهم در پیلهاکوفرشیدورد[۱۸]
وقتی گودرز در جنگ دوازده رخ گستهم را برای جنگ تن به تن انتخاب نکرد، گستهم برای رفع این ننگ از خود، به تنهایی خواستار جنگ و تعقیب دو برادر پیران به نام‌های لهاک و فرشیدورد دو تن از طلایه‌داران تورانی می‌شود که از جنگ گریخته بودند. گودرز می‌دانست که اگر لهاک و فرشیدورد به مقصد برسند کار بر سپاه ایران سخت می‌شود بنابراین به دنبال داوطلب برای کشتن آن دو می‌شود:
| چو بشنید گودرز گفت آن دو مرد    |  | بود گرد لهاک و فرشیدورد    |
| برفتند با گردان افراختن         |  | شکسته نشدشان دل از تاختن   |
| گر ایشان از اینجا به توران شوند |  | بر این لشکر آید همانا گزند |
| هم اندر زمان گفت با سرکشان      |  | که ای نامداران دشمن‌کشان    |
| که جوید کنون نام نزدیک شاه      |  | بپوشد سرش را به‌رومی کلاه   |
| همه مانده بودند ایرانیان        |  | شده سست و سوده ز آهن میان  |

کسی جز گستهم خواستار مبارزه با لهاک و فرشیدورد نیست. گستهم از گودرز، درخواست مبارزه با آن دو را دارد، و گودرز سپهدار لشکر ایران می‌پذیرد. سپاهیان ایران که توان لهاک و فرشیدورد را می‌دانستند می‌گویند که این جنگ بر گستهم پایان خوبی ندارد. گستهم به جستجوی لهاک و فرشیدورد راهی می‌شود:
| ندادند پاسخ جز از گستهم    |  | که بود اندر آورد شیر دژم     |
| به‌سالار گفت ای سرافراز شاه |  | چو رفتی به آورد توران سپاه   |
| سپردی مرا کوس و پرده‌سرای   |  | به‌پیش سپه بر ببودن به‌پای     |
| دلیران همه نام جستند و ننگ |  | مرا بهره نآمد به‌هنگام جنگ    |
| کنون من بدین کار نام آورم  |  | شوم‌شان یکایک بدام آورم       |
| بخندید گودرز و زو شاد شد   |  | رخش تازه شد وز غم آزاد شد    |
| بدو گفت نیک‌اختری تو ز هور  |  | که شیری و بدخواه تو همچو گور |
| بپوشید گستهم درع نبرد      |  | ز گردان کرا دید پدرود کرد    |
| برون رفت وز لشکر خویش تفت  |  | به‌جنگ دو ترک سرافراز رفت     |
| همی گفت لشکر همه سربسر     |  | که گستهم را زین بد آید بسر   |

### کشته شدنلهاکوفرشیدوردبه‌دست گستهم و زخمی شدن گستهم[۲۱]
| چو از دور لهاک و فرشیدورد       |  | گذشتند پویان ز دشت نبرد        |
| به یک ساعت از هفت فرسنگ راه     |  | برفتند ایمن ز ایران سپاه       |
| یکی بیشه دیدند و آب روان        |  | بدو اندرون سایهٔ کاروان         |
| به ببیشه درون مرغ و نخچیر و شیر |  | درخت از بر و سبزه و آب زیر     |
| به نخچیر کردن فرود آمدند        |  | وزآن تشنگی سوی رود آمدند       |
| چو آب اندر آمد ببایست نان       |  | به اندوه و شادی نبندد دهان     |
| بگشتند بر گرد آن مرغزار         |  | فگندند بسیار مایه شکار         |
| برافروختند آتش و زان کباب       |  | بخوردند و کردند سر سوی خواب    |
| چو بُد روزگار دلیران دژم         |  | کجا خواب سازد بریشان ستم       |
| فرو خفت لهاک و فرشیدورد         |  | بسر برهمی پاسبانیش کرد         |
| برآمد چو شب تیره شد ماهتاب      |  | دو غمگین سر اندر نهاده به خواب |
| رسید اندرآن جایگه گستهم         |  | که بودند یاران توران به‌هم      |
| نوند اسب او بوی اسبان شنید      |  | خروشی برآورد و اندر دمید       |
| سبک اسب لهاک هم زین نشان        |  | خروشی برآورد چون بی هشان       |
| دمان سوی لهاک فرشیدورد          |  | ز خواب خوش آمدشْ بیدار کرد      |
| بدو گفت برخیز زین خواب خوش      |  | به مردی سر بخت خود را بکش      |
| که دانا زد این داستان بزرگ      |  | که شیری که بگریزد از چنگ گرگ   |
| نباید که گرگ از پسش درکشد       |  | که او را همان بخت خود برکشد    |
| چه مایه بپوید و چندی شتافت      |  | کس از روز بد هم رهایی نیافت    |
| هلا زود بشتاب کآمد سپاه         |  | از ایران و بر ما گرفتند راه    |
| نشستند بر باره هر دو سوار       |  | کشیدند پویان از آن مرغزار      |
| ز بیشه به بالا نهادند روی       |  | دو خونی دلاور دو پرخاشجوی      |
| به هامون کشیدند هر دو سوار      |  | پُر اندیشه تا چون بسیچند کار    |
| پدید آمد از دور پس گستهم        |  | ندیدند با او سواری به هم       |
| دلیران چو سر را برافراختند      |  | مر او را چو دیدند بشناختند     |
| گرفتند یک با دگر گفت و گوی      |  | که یک تن سوی ما نهاده ست روی   |
| نیابد رهایی ز ما گستهم          |  | مگر بخت بد کرد خواهد ستم       |
| جز از گستهم نیست کآمد به جنگ    |  | درفش دلیران گرفته به چنگ       |
| گریزان بباید شد از پیش اوی      |  | مگر کاندر آرد بدین دشت روی     |
| وز آنجا به هامون نهادند روی     |  | پس اندر دمان گستهم کینه‌جوی     |
| بیامد چو نزدیک ایشان رسید       |  | چو شیر ژیان نعره‌ای برکشید      |
| بریشان ببارید تیر خدنگ          |  | چو فرشیدورد اندر آمد بجنگ      |
| یکی تیر زد بر سرش گستهم         |  | که با خون برآمیخت مغزش بهم     |
| نگون گشت و هم در زمان جان بداد  |  | شد آن نامور گُرد ویسه نژاد      |
| چو لهاک روی برادر بدید          |  | بدانست کز کارزار آرمید         |
| بلرزید و از درد او خیره شد      |  | جهان پیش چشم‌اندرش تیره شد      |
| ز روشن‌روانش به‌سیری رسید         |  | کمان را به‌زه کرد و اندر کشید   |
| شدند آن زمان خسته هر دو سوار    |  | به شمشیر برساختند کارزار       |
| یکایک برو گستهم دست یافت        |  | ز کینه چنان خسته اندر شتافت    |
| به گردنشْ بر زد یکی تیغ تیز      |  | برآورد ناگاه زو رستخیز         |
| سرش زیر پای اندر آمد چو گوی     |  | که آید همی زخم چوگان به روی    |
| چنین است کردار گردان سپهر       |  | ببرد ز پروردهٔ خویش مهر         |
| چو سر جویی اش پای یابی نخست     |  | وگر پای جویی سرش پیش تست       |
| به زین بر چنان خسته بد گستهم    |  | که بگسست خواهد تو گفتی ز هم    |
| بیامد خمیده به زین اندرون       |  | همی راند اسب و همی ریخت خون    |
| و زآنجا سوی چشمه‌ساری رسید       |  | هم آب روان دید و هم‌سایه دید    |
| فرود آمد و اسب را بر درخت       |  | ببست و به آب اندر آمد ز بخت    |
| بخورد آب بسیار و کرد آفرین      |  | ببستش تو گفتی سراسر زمین       |

گستهم بعد از کشتن لهاک و فرشیدورد زخمی در کنار چشمه‌ای می‌افتد و آرزویش این است که، سپاه ایران بدانند که او جز با سرافرازی و نام‌نیک نمرده‌است:
| بپیچید و غلتید بر تیره خاک     |  | سراسر همه تن بشمشیر چاک   |
| همی گفت کای روشن کردگار        |  | برانگیز از آن لشکر شهریار |
| به دلسوزگی بیژن گیو را         |  | و گرنی دلاور یَکی نیو را   |
| که گر مرده گر زنده، زین جایگاه |  | برد مر مرا سوی ایران سپاه |
| سرِ نامدارانِ توران سپاه         |  | ببرّد برد پیشِ بیدار شاه    |
| بدان تا بداند که من جز به نام  |  | نمردم، ز گیتی همین ست کام |

در ابیات فوق نظر گستهم متوجه یازده نبرد پیشین و پیروزی پهلوانان ایرانی است. او نیز می‌خواهد مانند آن یازده تن با نعش هم‌نبرد تورانی به سپاه ایران برگردد. وقتی بیژن به بالین او می‌رسد همین آرزو را تکرار می‌کند.

### رفتنبیژناز پی گستهم
بعد از جنگ همه جنگجویان (دوازده رخ) به نزد کیخسرو می‌شتابند جز گستهم. بیژن نگران می‌شود. و بعد از آگاهی از اینکه گستهم به تنهایی به تعقیب لهاک و فرشیدورد رفته‌است، بیژن به نزد نیای خود گودرز می‌رود و به سبب تنها رفتن گستهم اعتراض می‌کند. گودرز از بین لشکر به دنبال داوطلب برای جستجو گستهم می‌گردد، اما کسی جز بیژن داوطلب نمی‌شود.
بیژن به نیای خود گودرز می‌گوید یا من به جستجوی گستهم باید بروم یا خود را می‌کشم گودرز که این را می‌بیند اجازه رفتن می‌دهد. اما به او می‌گوید دلت به حال پدرت گیو بسوزد که تنها تو را دارد. با این‌وجود بیژن به جستجوی گستهم روان می‌شود.
| همه بازگشتند یکسر ز راه       |  | خروشان برفتند نزدیک شاه        |
| خبر شد به بیژن که گستهم رفت   |  | ز لشکر بدآوردِ لهاک تفت         |
| گمانی چنان برد بیژن که اوی    |  | چو تنگ اندر آید به دشت دغوی    |
| بیایند لهاک و فرشیدورد        |  | شود گستهم زیر خاک نبرد         |
| نشست از بر شیدهٔ راه‌جوی        |  | به نزدیک گودرز بنهاد روی       |
| چو چشمش به روی نیا برفتاد     |  | خروشید و چندی سخن کرد یاد      |
| نه خوب آید ای پهلوان از خرد   |  | که هر نامداری که فرمان برد     |
| مر او را به‌خیره به‌کشتن دِهی    |  | بهانه به چرخ فلک برنِهی         |
| دو تن نامداران توران سپاه     |  | برفتند ازآن‌سان دلاور به راه    |
| ز هومان و پیران دلاورترند     |  | به گوهر بزرگان آن کشورند       |
| کنون گستهم شد به جنگ دو تن    |  | نباید که آید بر اوبر و شکن     |
| همه کام ما بازگردد به درد     |  | چو کم گردد از لشکر آن زادمرد   |
| چو بشنید گودرز گفتار اوی      |  | کشیدن بدان کار تیمار آوی       |
| پر اندیشه گشت اندر آن یک زمان |  | همان بُد کجا برد بیژن گمان      |
| به گردان چنین گفت سالار شاه   |  | که هر کس که جوید همی نام و گاه |
| پس گستهم رفت باید دمان        |  | مر او را بدان یار با بدگمان    |
| ندادند پاسخ کس از انجمن       |  | نه غمخواره بد کس نه آسوده‌تن    |
| به گودرز پس گفت بیژن که کس    |  | جز من نباشدشْ فریادرس           |
| که آید ز گردان بدین کار پیش   |  | به سیری نیامد کس از جان خویش   |
| مرا رفت باید که از کار اوی    |  | جگر پر ز درد است و پرآب روی    |
| بدو گفت گودرز کای تیزمرد      |  | نه گرم آزموده ز گیتی نه سرد    |
| نبینی که ماییم پیروزگر        |  | بدین کار مشتاب تند ای پسر      |
| بریشان بود گستهم چیره‌بخت      |  | وزیشان ستاند سرو تاج و تخت     |
| بمان تا کنون از پس گستهم      |  | سواری فرستم چو شیر دژم         |
| که با او بود یار گاه نبرد     |  | سر دشمنان اندر آرد به گرد      |
| بدو گفت بیژن که ای پهلوان     |  | خردمند و هشیار و روشن‌روان      |
| کنون یار باید که زنده ست مرد  |  | نه آنگه کجا زو برآرند گرد      |
| چو گستهم شد کشته در کارزار    |  | سرآمد برو روز و برگشت کار      |
| کجا سود دارد مر او را سپاه    |  | کنون دار گر داشت خواهی نگاه    |
| بفرمای تا من ز تیمار اوی      |  | ببندم کمر تنگ بر کار آوی       |
| ور ایدون که گویی مرو من سرم   |  | ببرم بدین آبگون خنجرم          |
| که من زندگانی پس از مرگ اوی   |  | نخواهم که باشد بهانه مجوی      |
| بدو گفت گودرز بشتاب پیش       |  | اگر نیستت مهر بر جان خویش      |
| نیابی همی سیری از کارزار      |  | کمربند و ببسیچ و سر بر مخار    |
| نسوزد همانا دلت بر پدر        |  | که هزمان مر او را بسوزی جگر    |
| برآری همی از سر خویش خاک      |  | بدین جنگ جستن مرا زآن چه باک   |
| چو بشنید بیژن فرو برد سر      |  | زمین را ببوسید و آمد بدر       |
| کمر بست و برساخت مر جنگ را    |  | به زین اندر آورد شبرنگ را      |

### رفتنگیواز پی فرزند
بعد از آگاهی یافتن گیو از این که فرزندش بیژن به دنبال گستهم رفته‌است، گیو به دنبال بیژن روان می‌شود و از راه میان‌بر خود را به او می‌رساند، و از او می‌خواهد که برگردد. بیژن خوبی‌های گستهم را در حق خود، و رشادت گستهم در جنگ لاون را گوشزد می‌کند، و می‌گوید که این از عدالت به دور است، که گستهم را تنها رها کنیم، و به سخن پدر اعتنایی نمی‌کند:
| به گیو آگهی شد که بیژن چه کرد |  | کمر بست بر جنگ فرشیدورد         |
| پس گستهم تازیان شد به راه     |  | بجنگ سواران توران سپاه          |
| هم اندر زمان گیو برجست زود    |  | نشست از بر تازی اسبی چو دود     |
| بیامد به ره بر چُن او را بدید  |  | به تندی عنانش به یکسو کشید      |
| بدو گفت چندین زدم داستان      |  | نخواهی همی بود همداستان         |
| که باشم ز تو شادمان یک زمان   |  | کجا رفت خواهی براینسان دمان     |
| به هر کار درد دلم را مجوی     |  | به پیران سر از من چه خواهی بگوی |
| جز از تو به گیتیم فرزند نیست  |  | روانم به درد تو خرسند نیست      |
| بدین ده شبانروز بر پشتِ زین    |  | کشیده به بدخواه بر تیغ کین      |
| بسودی بخفتان و خود اندرون     |  | نخواهی همی سیر گشتن ز خون       |
| چو نیکی دهش بخت پیروز داد     |  | بباید نشستن بر آرام و شاد       |
| به پیش زمانه چه تازی سرت      |  | بس ایمن شدستی بدین خنجرت        |
| کسی کو بجوید سرانجام خویش     |  | نجوید ز گیتی بسی کام خویش       |
| تو چندین به گِردِ زمانه مپوی    |  | که او خود سوی ما نهادست روی     |
| ز بهر مرا زین سخن بازگرد      |  | نشاید که دارای دل من بدرد       |
| بدو گفت بیژن که ای پر خرد     |  | جزین بر تو مردم گمانی برد       |
| که کارِ گذشته نیاری بیاد       |  | بپیچی به خیره همی سر زِ داد      |
| بدان ای پدر کین سخن داد نیست  |  | مگر جنگ لاون ترا یاد نیست       |
| که با من چه کرد اندران گستهم  |  | غم و شادمانیش با من بهم         |

### پیدا کردن و نجات گستهم به‌وسیلهٔبیژن
زمانی که بیژن تن مجروح گستهم را در کنار چشمه ای می‌بیند، لباس رزم گستهم را از او جدا می‌کند و لباس خود را پاره می‌کند و با آن زخم‌های گستهم را می‌بندد، حال گستهم بسیار بد است. گستهم آرزو می‌کند که بار دیگر روی شهریار ایران کیخسرو را ببیند و سپس بمیرد.
| چو گیتی ز خورشید شد روشنا     |  | بیامد بدان جایگه بیژنا        |
| همی گشت بر گِرد آن مرغزار      |  | که یابد نشانی ز گم بوده یار   |
| پدید آمد از دور اسپ سمند      |  | بدان مرغزار اندرون چون نوند   |
| چمان و چران چون پلنگان به کام |  | نگون گشته زین و گسسته لگام    |
| همه آلت زین برو بر نگون       |  | رکیب و کمند و جنا پر ز خون    |
| چو بیژن بدید آن ازو رفت هوش   |  | برآورد چو شیر شرزه خروش       |
| همی گفت که ای مهربان نیک‌یار   |  | کجایی فگنده در این مرغزار     |
| که پشتم شکستی و خستی دلم      |  | کنون جان شیرین ز تن بگسلم     |
| بشد بر پی اسب بر چشمه‌سار      |  | مر او را بدید اندرآن مزغزار   |
| همه جوشن ترگ پر خاک و خون     |  | فتاده بدان خستگی سرنگون       |
| فروجست بیژن ز شبرنگ زود       |  | گرفتش بغوش در تنگ زود         |
| برون کرد رومی قبا از برش      |  | برهنه شد از ترگ خسته سرش      |
| ز بس خون دویدن تنش بود زرد    |  | دلش پر ز تیمار و جان پر ز درد |
| برآن خستگی‌هاش بنهاد روی       |  | همی بود زاری کنان پیش آوی     |
| همی گفت کای نیک دل یار من     |  | تو رفتی و این بود پیکار من    |
| شتابم کنون بیش بایست کرد      |  | رسیدن بر تو بجای نبرد         |
| مگر بودمی گاه سختیت یار       |  | چو با اهرمن ساختی کارزار      |
| کنون کام دشمن همه راست کرد    |  | برآنرد سر هرچ می‌خواست کرد     |
| بگفت این سخن بیژن و گستهم     |  | بجنبید و برزد یکی تیز دم      |
| به بیژن چنین گفت کای نیک خواه |  | مکن خویشتن پیش من در تباه     |
| مرا درد تو بتر از مرگ خویش    |  | بنه بر سر خسته بر ترگ خویش    |
| یکی چاره کن تا ازین جایگاه    |  | توانی رسانیدنم نزد شاه        |
| مرا باد چندان همی روزگار      |  | که بینم یکی چهرهٔ شهریار       |

### بردن پیکر مجروح گستهم به نزد شهریار ایرانکیخسرو[۲۷]
بیژن پس از پیدا کردن تن مجروح گستهم کنار چشمه‌ای زخم‌های او را می‌بندد و سپس بیژن یکی از تورانیان را با کمند اسیر کرده و به او امان می‌دهد و می‌گوید که گستهم را سوار بر اسب در آغوش بگیرد و همراه با او گستهم را نزد سپاه ایران برساند.
از دور ایرانیان آنها را می‌بینند و زمانی که به نزد سپاه ایران می‌رسند بیژن داستان را نزد کیخسرو بازگو می‌کند که تنها آرزوی گستهم دیدن روی شماست و شهریار ایران گستهم را ملاقات می‌کند.
| و زان پس خروش آمد از دیده‌گاه  |  | که گَردِ سواران برآمد ز راه    |
| دو اسب و دو کشته برو بسته زار |  | همی بینم از دور با دو سوار   |
| همه نامداران ایران سپاه       |  | نهادند چشم از شگفتی به راه   |
| که تا کیست از مرد ایران زمین  |  | که یارد گذشتن بر این دشت کین |
| هم اندر زمان بیژن آمد دمان    |  | به زه به بازو فگنده کمان     |
| بر اسبان چو لهاک و فرشیدورد   |  | فگنده نگونسار پرخون و گرد    |
| بر اسپ دگربر پر از درد و غم   |  | بدآغوش ترک اندرون گستهم      |
| چو بیژن به‌نزدیک خسرو رسید     |  | سر تاج و تخت بلندش بدید      |
| ببوسید و بر خاک بنهاد روی     |  | شده شاد خسرو بدیدار اوی      |
| بپرسید و گفتش که ای شیرمرد    |  | کجا رفته بودی به دشت نبرد    |
| ز گستهم بیژن سخن یاد کرد      |  | ز لهاک و از گردفرشیدورد      |
| وُ زان خسته و زاری گُستهم       |  | ز جنگ سواران همه بیش و کم    |
| کنون آرزو گُستَهَم را یکی‌ست      |  | که آن کار بر شاه دشوار نیست  |
| به‌دیدار شاه آمدستش هوا        |  | وزآن پس اگر میرد او را روا   |
| بفرمود پس شاه آزرم‌جوی         |  | که بُردند گستهم را پیش آوی    |
| چنان تنگ‌دل گشت ازو شهریار     |  | که از دیده مژگانش آمد به بار |
| یکی بوی مهر شهنشاه یافت       |  | بپیچید و دیده سوی او شتافت   |
| ببارید از دیدگان آب مهر       |  | سپهبد پر از آب و خون کرد چهر |
| بزرگان برو زار و گریان شدند   |  | چو بر آتش تیز بریان شدند     |

### مهرورزیکیخسروبر گستهم
کیخسرو، با بستن مهره‌ای شفابخش به بازوی او جانش را نجات می‌دهد. مهره ای را که از روزگاران دور به یادگار داشت از بازوی راست باز می‌کند و بر بازوی گستهم می‌بندد و پزشکانی که همراه سپاه ایران بودند به بالین گستهم می‌آورد و برای درمان گستهم نیایش می‌کند. دو هفته بعد گستهم بهبود می‌یابد. پس از بهبودی دست بیژن را در دستان گستهم می‌گذارد و به گستهم می‌گوید که قدردان این دوست باش:
| دریغ آمد او را سپهبد به مرگ    |  | که سندان کین بُد سرش زیر ترگ    |
| ز هوشنگ و طهمورث و جمّشید       |  | یکی مهره بُد خستگان را امید     |
| رسیده به‌میراث نزدیک شاه        |  | به بازوش برداشتی سال و ماه     |
| چو مهر دلش گستهم را بخواست     |  | گشاد آن گرانمایه از دست راست   |
| ابر بازوی گستهم برببست         |  | بمالید بر خستگی‌هاش دست         |
| پزشکان که از روم و ز هند و چین |  | چه از شهر بغداد و ایران‌زمین    |
| همی‌شان به گِرد جهان در بگاشت    |  | ز بهر چنین روزگاران بداشت      |
| ببالین گستهم‌شان بر نشاند       |  | ز هر گونه افسون بر اوبر بخواند |
| وز آنجا بیامد بجای نماز        |  | بسی با جهان آفرین گفت راز      |
| دو هفته برآمد بر آن خسته مرد   |  | بپیوست و برخاست آزار و درد     |
| بر اسبش ببردند نزدیک شاه       |  | چو شاه اندرو کرد لختی نگاه     |
| بدایرانیان گفت کز کردگار       |  | بود هر کسی شاد و بِه روزگار     |
| ولیکن شگفتست ازین کارِ من       |  | بدین راستی بر شده یار من       |
| به پیروزی اندر غم گستهم        |  | نکرد این دل شادمان را دژم      |
| همه مهر پروردگار است و بس      |  | نه دانش پژوهست و نی مهر کس     |
| بخواند آن زمان بیژن گیو را     |  | بدو داد دست گو نیو را          |
| که تو نیک‌بختی و یزدان‌شناس      |  | مدار از تن خویش هرگز سپاس      |
| که اویست جاوید فریادرس         |  | به سختی نگیرد جز او دست کس     |
| اگر زنده گردد تن مرده مرد      |  | جهاندار گستهم را زنده کرد      |
| به گستهم گفتا که تیمار دار     |  | چو بیژن ندیدم کس از روزگار     |
| گر او رنج بر مهر نگزیدنی       |  | ستایش ز هر گونه کی بیندی       |

در پایان داستان گستهم به آرزوی خود می‌رسد. مانند سایر پهلوانان و حتی بیشتر از سایر پهلوانان مورد توجه کیخسرو قرار می‌گیرد.

## مرگ گستهم پسرگژدهمبه همراه دیگر پهلوانان[۳۴]
بنا به شاهنامه فردوسی کیخسرو پس از شصت سال پادشاهی دل از جهان برمی‌کند و از خداوند می‌خواهد او را به سوی خود بازخواند. کیخسرو بر این آرزو پنج هفته شب و روز به نیایش می‌پردازد تا آن‌که در پایان این مدت سروش در خواب بدو نمایان می‌گردد و به او مژده می‌دهد که آرزوی او پذیرفته گشت. کیخسرو چون از خواب برمی‌خیزد، پس از اندرز کردن بزرگان به سوی جهانی دیگر رهسپار می‌گردد. هشت تن از پهلوانان او را همراهی می‌کنند. پس از سپردن پاره‌ای از راه سه تن از پهلوانان (زال و رستم و گودرز)
به سفارش کیخسرو بر می‌گردند. اما پنج تن دیگر (فریبرز، بیژن، و گستهم) او را همچنان همراهی می‌کنند تا شب‌هنگام به چشمه‌ای می‌رسند. کیخسرو به همراهان می‌گوید که با سرزدن خورشید او را دیگر نخواهند دید. چون پاسی از شب می‌گذرد، کیخسرو برمی‌خیزد و در آب چشمه شستشو می‌کند. سپس همه پهلوانان می‌خوابند چون با تابش خورشید چشم می‌گشایند اثری از کیخسرو نیست پهلوانان ناچار بازمی‌گردند ولی این پنج تن همگی در برف جان می‌سپارند.